# Dariusz Kubiak (ur. 1971)
Dariusz Jan Kubiak (ur. 15 kwietnia 1971 w Piotrkowie Trybunalskim) – polski polityk i samorządowiec, poseł na Sejm VIII kadencji.

## Życiorys
Absolwent technikum górniczego z 1991, specjalizował się w eksploatacji maszyn i urządzeń górnictwa. Od 1995 pracował w Kopalni Węgla Brunatnego Bełchatów, zajmował m.in. stanowisko kierownika magazynów chemicznych.
W 2002 wstąpił do Prawa i Sprawiedliwości, powoływany w skład okręgowych i miejskich władz partii. W 2006 po raz pierwszy został radnym Bełchatowa, ponownie wybierany w 2010 i w 2014. Pełnił funkcję przewodniczącego klubu radnych PiS (w VI kadencji), wiceprzewodniczącego (w V kadencji) i przewodniczącego (w VII kadencji) rady miejskiej.
W wyborach parlamentarnych w 2015 kandydował do Sejmu z 17. miejsca na liście PiS w okręgu piotrkowskim. Został wybrany na posła VIII kadencji, otrzymując 8004 głosy. W wyborach w 2019 nie uzyskał poselskiej reelekcji. W 2024 ponownie wybrany na radnego Bełchatowa.

## Życie prywatne
Zawarł związek małżeński; ojciec trojga dzieci.